# Exubérance irrationnelle
Cet article concerne l'expression. Pour le livre, voir Exubérance irrationnelle (livre).
« Exubérance irrationnelle » (« Irrational Exuberance ») est une expression utilisée par l'ancien responsable de la Fed Alan Greenspan, dans un discours donné devant l'American Enterprise Institute lors de la bulle internet des années 1990. Cette expression était une mise en garde contre une probable surévaluation du marché des actions.

## Contexte
Le commentaire d'Alan Greenspan a été fait le 5 décembre 1996 :

« […] Clairement, une inflation faible soutenue implique moins d'incertitude dans le futur, et des primes de risque plus faibles impliquent des prix plus élevés pour les actions et les différents actifs. Il est possible de voir la relation inverse dans les ratios prix/bénéfice et le taux d'inflation dans le passé. Mais est-il possible d'estimer le fait lorsque l'exubérance irrationnelle intensifie les valeurs des actifs mais ensuite génère une correction prolongée comme celle observée au Japon lors de la décennie précédente ? […]. »

La présence de ce commentaire très court - jamais répété par Greenspan depuis - au milieu d'un discours complexe et technique n'aurait pas dû avoir un tel écho. Mais il a été suivi de diverses turbulences au sein des marchés boursiers à l'échelle mondiale provoquant une réaction forte dans les milieux financiers. Le commentaire d'Alan Greenspan n'a pas été oublié mais « la mise en garde » n'a été que très peu suivie. 
Les pertes furent très rapidement annulées et éclipsées par l'accélération du boom du marché action : finalement, douze ans plus tard les marchés actions ont baissé bien en dessous du niveau le plus bas observé lors de l'éclatement de la bulle internet. La même expression a souvent été utilisée et notablement par le professeur Robert Shiller de l'université Yale qui l'utilisa comme titre de son livre publié en 2000. Lorsque le marché « décrocha » la même année lors de la hausse des taux d'intérêt par la banque centrale, la phrase connut un regain de popularité et fut utilisée afin de caractériser les excès des époques précédentes. En 2006, lors de sa retraite de la réserve fédérale, l'émission humoristique The Daily Show avec Jon Stewart consacra une émission entière en son honneur intitulée « Un irrationnel et exubérant hommage à Alan Greenspan ».
L'expression est devenu courante, autant durant le boom que durant la récession économique qui a suivi la correction du marché boursier en 2000, des stickers déclarant « Je veux être exubérant et irrationnel de nouveau » fait par l'animateur satirique politique Zack Exley ont été vus un peu partout et notamment dans la silicon Valley.